# Paul Hatvani
Paul Hatvani (* 16. August 1892 in Wien, Österreich-Ungarn; † 9. November 1975 in Kew bei Melbourne; eigentlicher Name Paul Hirsch) war ein österreichischer Schriftsteller, Kritiker und Übersetzer aus dem Ungarischen. Ab 1911 veröffentlichte er belletristische und kritische Beiträge in expressionistischen Zeitschriften. Nach dem Anschluss Österreichs an Deutschland emigrierte er 1939 nach Australien. Nach Jahrzehnten des schriftstellerischen Schweigens stießen seine Arbeiten während der 1960er-Jahre wieder auf das Interesse deutscher und österreichischer Literaturwissenschaftler. Hatvani schrieb neue autobiographische Texte und veröffentlichte gelegentlich auch ältere Schriften.

## Leben und Werk
Paul Hirsch wurde als Sohn jüdischer Einwanderer aus Ungarn geboren und wuchs zunächst in Wien auf. Als die Familie 1904 nach Budapest zog, wechselte er von seiner deutschen Schule in Wien auf eine ungarische Schule in Budapest, ohne dass er die ungarische Sprache beherrscht hätte. Früh nahm er an Veranstaltungen und Leseabenden zum Expressionismus teil und begann noch als Schüler mit schriftstellerischen Versuchen. Im Alter von 16 Jahren übersetzte er ungarische Schriftsteller ins Deutsche. Das Pseudonym Hatvani nahm er auf Vorschlag eines Lehrers an. Mit diesem typisch ungarischen Namen hoffte er auf größere Akzeptanz unter ungarischen Lesern. Er knüpfte Kontakte zu ungarischen Schriftstellern wie Mihály Babits und Frigyes Karinthy.
1911 begann Hatvani ein Studium der Chemie und Mathematik in Wien und veröffentlichte Skizzen, Essays, Aphorismen und Gedichte unter anderem in den expressionistischen Zeitschriften Der Sturm, Der Jude und Die Aktion. In letzterer veröffentlichte er 1917 den Essay Versuch über den Expressionismus. Silke Hesse und Pavel Petr rechnen ihn zu den frühesten und besten Theoretikern des Expressionismus. Laut Walter Ruprechter gehörte Hatvani aber nie einer literarischen Gruppe an, sondern orientierte sich an dem Werk von Karl Kraus. Hatvani gehörte zum Kreis der jungen Wiener Autoren und war mit Albert Ehrenstein und Hermann Broch befreundet.
Von 1915 bis 1917 leistete Hatvani Kriegsdienst im Ersten Weltkrieg. Nach einem kurzen Fronteinsatz wurde er als Chemiker in ein Textilunternehmen in Mährisch-Ostrau versetzt. Er publizierte 1916/17 regelmäßig Prosatexte, biographische Skizzen und Rezensionen in der Ostrauer Zeitung und 1917 auch einen Monat lang im Prager Tagblatt. 1918 legte er die Lehramtsprüfung ab. 
Nach Kriegsende kehrte Hatvani nach Wien zurück, und beschloss, in der Industrie zu arbeiten. Gleichzeitig schrieb er während der 1920er- und 1930er-Jahre weiter, veröffentlichte aber weniger. Dafür reiste er durch Europa und baute Kontakte zu Schriftstellern wie Heinrich Mann auf. 1928 heiratete er die Industrieellentocher Marianne Pam. 
Im Zuge der Weltwirtschaftskrise wurde Hatvani 1929 arbeitslos. Über die folgenden Jahre ist nur wenig bekannt. 1931/32 arbeitete er an der Zeitschrift Moderne Welt und 1933 am Journal Die Zone mit. Ab 1934 veröffentlichte er nicht mehr. Durch den Anschluss Österreichs an Deutschland 1938 geriet er durch die Judenverfolgung zusätzlich unter Druck.
Hatvanis Ehefrau gelang es, über ihre bereits ausgewanderte Schwester Einreisegenehmigungen nach Australien zu beschaffen. Die beiden emigrierten im August 1939. Hatvani beteiligte sich ab 1940 an einem Unternehmen eines ebenfalls emigrierten Chemiefabrikanten. Mitte der 1950er-Jahre brachte ihn seine Unternehmensbeteiligung in finanzielle Schwierigkeiten und bis zu seiner Pensionierung 1965 wechselte er häufig den Arbeitgeber.
Unter dem Pseudonym Hatvani erschien 1954 erstmals wieder ein Artikel aus seiner Feder, ein biographischer Essay über Karl Kraus in der Literaturzeitschrift Der Monat. Die Wiederentdeckung des literarischen Expressionismus ab den späten 1950er-Jahren half ihm, als er 1965 einen neuen Aufsatz über den Expressionismus an den Literaturwissenschaftler Harry Zohn schickte, der den Text an Paul Raabe vermittelte. Hatvanis Artikel stieß auf großes Echo auch in Zeitungen und Zeitschriften, die von der Wiederentdeckung des „verschollenen Expressionisten“ berichteten. Hatvani veröffentlichte anschließend in Wiener Zeitschriften wie Akzente und Neues Forum. Angeregt durch Paul Raabe begann er auch, sich schriftstellerisch mit seiner Vertreibung auseinanderzusetzen, etwa in seinem 1968 erschienenen Essay Im Feindesland. Weitere autobiographische Aufsätze wie Damals (1970), Irrwege (1970) oder Die erste Nacht (1974) folgten. Auf Anregung Hans Benders beschäftigte sich Hatvani in den 1970er-Jahren auch mit seinen Exilerfahrungen in Australien. Frucht dieser Arbeit war etwa der autobiographische Essay Nicht da, nicht dort: Australien von 1973.
Hatvanis einzige Buchveröffentlichung zu Lebzeiten war das in kleiner Auflage erschienene Salto mortale. Aphorismen (1913). Das meiste von Hatvani Geschriebene ist weit verstreut, das gilt insbesondere für seine kultur- und literaturkritischen Arbeiten. Sein Nachlass liegt im Department of German Studies der Monash University, Clayton, Australien. Er bedarf der Sichtung und ggf. Publikation durch die Forschung zur Exilliteratur. Ein Teilnachlass befindet sich im Wiener Rathaus. Weitere Unterlagen im Archiv Ludwig von Ficker in der Universitätsbibliothek Innsbruck, Brenner-Archiv.

## Schriften
- Publikationen in den Zeitschriften:
  - Der Brenner
  - Das Forum. Internationale Zeitschrift für kulturelle Freiheit, politische Gleichheit und solidarische Arbeit darin: Tubutsch im Gestrüpp. Zum 80. Geburtstag von Albert Ehrenstein Wien, Heft 155, S. 768 f. (Reprint bei Ueberreuter)
  - Akzente 1968, Heft 1, S. 71–74: In Feindesland (wieder in: Die Ameisen);- ...gesenkten Hauptes S. 74–76;-- 1971, S. 71–75: Irrwege (ein Stück ohne Ende, d. h. am Ende beginnt es wieder von vorne);-- 1973, S. 564–571: Nicht da, nicht dort – Australien (autobiographischer Essay, Reflexion über das Exil).-- Reprint aller Hefte: 2001-Verlag, Frankfurt, 1975
  - Zeitschrift für die Geschichte der Juden, darin: Die Nächte der Tino von Bagdad. Zum 100. Geburtstag von Else Lasker-Schüler. Zeitschrift für Geschichte der Juden ZGJ, Hg. Hugo Gold, Heft 3/4, 6. Jg., Olamenu, Tel Aviv 1969
  - Der Querschnitt. Das Magazin der aktuellen Ewigkeitswerte darin 1928: Das Metarestaurant; 1930: Sofia
  - Das Flugblatt 1917–1918 (Hg. Oskar Maurus Fontana und Alfons Wallis, Verlag Anzengruber, Wien & Leipzig, bzw. Eigenverlag) darin P.H.: März und Mai 1918
  - Der Sturm
    - 1912, Heft 105: Vorlesung Else Lasker-Schüler und Heft 115–116: Lichtenberg; Heft 136/137 Spracherotik (dieses wieder in: Anz & Stark, Expressionismus, S. 610 f.)
    - 1913: Febr.-Heft 148/149 Wagner-Feier; Juli-Heft Nr. 170/171 Stimme der Zeit
    - 1914, Heft 8: Betrachtung und Febr. 1914: 196/197: Volkskunst
    - 1916: Heft 1 Notizen, Heft 2: Notizen: Gespenster. Alltagebuchblatt

  - Die Weltbühne 1926 (ein Gedicht auf Alfred Polgars Werk)
  - Der Aufschwung. Eine literarische Zeitschrift (ab Nr. 2: Der Aufschwung. Zeitschrift der Jüngsten) Wien, Verlag Der Aufschwung 1919. Hg. (wechselnd) Friedrich Gustav Tietz, Tobias Sternberg, Emil Gustav Gruchol (P.H. hier unter beiden Namen, Hirsch und Hatvani)
  - Literatur und Kritik. Österreichische Monatsschrift Hg. Gerhard Fritsch u. a.; P.H.: Versuch über Karl Kraus. Otto Müller, Salzburg. Juni 1967, S. 269–278.
  - Der Merker Jg. 6, Teil 2 (Frühjahr 1915) über Strindbergs historische Dramen (Reprint Scarsdale 1970)
  - Die Aktion, darin: Versuch über den Expressionismus 7 / 1917, Nr. 11–12, (Reprint Kraus, New York 1983)
  - Podium. Literaturzeitschrift Wien, Heft 10, 1973, S. 21: Nebenbei (Prosa) (podiumliteratur.at)
  - Der Jude. Eine Monatsschrift 2/1917–18, siehe Weblinks
  - Der Friede. Wochenschrift für Politik, Volkswirtschaft und Literatur Wien, von P.H.: Der Mensch in der Mitte 1918–19
  - Saturn H. 3, 1913: Zum 10. Sterbetag Otto Weiningers.
  - Die Initiale. Zeitschrift für Bücherfreunde Eduard Strache, Wien, ab Febr. 1921
  - Die Neue Schaubühne H. 2, 1920, S. 33–35: Prosaisches Weltbild
- (Gleicher Titel) belegt für Verlagsort Heidelberg, 1913 (wieder in: Paul Pörtner: Literatur-Revolution 1910–1925. Dokumente – Manifeste – Programm Band 1: Zur Ästhetik und Poetik. Luchterhand: Darmstadt & Neuwied, 1960, S. 301–303)